# Patrick H. Diamond
Patrick H. Diamond ist ein US-amerikanischer theoretischer Plasmaphysiker.
Diamond wurde 1979 am Massachusetts Institute of Technology promoviert (Theory of Phase Space Density Granulation in Magnetoplasma). Er ist Professor an der University of California, San Diego (UCSD). Außerdem ist er Direktor des Instituts für Fusions-Theorie am National Fusion Research Institute in Daejeon, Südkorea, an dem der KSTAR Tokamak betrieben wird.
2011 erhielt er mit Akira Hasegawa und Kunioki Mima den Hannes-Alfvén-Preis für wichtige Beiträge zur Theorie des turbulenten Transports in Plasmen wie Selbstorganisation von zonalem Fluss, dem Scher-Dekorrelationsmechanismus und Jäger-Beute-Modelle für Bifurkationen in Plasmen. Er befasst sich neben Anwendungen in der kontrollierten Kernfusion auch mit astrophysikalischen Anwendungen.
1986 wurde er Fellow der American Physical Society. 1988 wurde er Sloan Research Fellow.

## Schriften
- mit Sanae-I. Itoh, Kimitaka Itoh Modern Plasma Physics, Band 1, Cambridge University Press 2010 (auf drei Bände angelegt)
- Herausgeber The legacy of Marshall Rosenbluth: history of plasma physics, La Jolla, Stefan University Press 2007
- Herausgeber mit Xavier Garbet, Philippe Ghendrih, Yanick Sarazin Relaxation dynamics in laboratory and astrophysical plasmas, World Scientific 2010
- mit L. M. Liang u. a. Self-Regulating Shear Flow Turbulence: A Paradigm for the L to H . Phys. Rev. Lett., Band 72, 1994, S. 2656
- mit A. V. Gruzinov Self-Consistent Theory of Mean-Field Electrodynamics, Phys. Rev. Lett., Band 72, 1994, S. 1651
- mit B. A. Carreras u. a. Theory of Shear Flow Effects on Long Wavelength Drift Wave Turbulence, Phys. Fluids B, Band 4, 1992, S. 3115
- mit E. T. Vishniac u. a. Dynamos and Angular Momentum Transport in Accretion Disks, Phys. Fluids B, Band 3, 1991, S. 2374
- mit F. Y. Gang u. a. Statistical Dynamics of Dissipative Drift Wave Turbulence, Phys. Fluids B, Band 3, 1991, S. 955
- mit H. Biglari u. a. Influence Sheared Poloidal Rotation on Edge Turbulence,  Phys. Fluids B, Band 2, 1990, S. 1
- mit Hasegawa, Mima Vorticity dynamics, drift wave turbulence and zonal flows: a look back and a look ahead, Plasma Physics and Controlled Fusion, Band 53, 2011, S. 124001